# アグリー・ベティ
『アグリー・ベティ』(Ugly Betty) は、アメリカ合衆国のABCで2006年9月から2010年4月まで放送されたテレビシリーズである。

## 概要
コロンビアのRCN局で放送され、最高視聴率80%という驚異的大ヒットをしたテレノベラ『ベティ〜愛と裏切りの秘書室』のリメイク作品のうちの一つである。同作品は世界19カ国でリメイクされ、本作はそのうちの一本。
舞台はニューヨークのファッション誌の編集部に置き換えられた。
タイトルの直訳は「醜いベティ」。この「醜いベティ」が主人公であり、ファッション業界という見た目を重要視する世界に飛び込んだ彼女が、様々な偏見に立ち向かいながら持ち前の性格で乗り越えていくサクセス・ストーリーである。
第64回ゴールデングローブ賞テレビドラマ部門では作品賞を含む2部門で受賞。第59回プライムタイム・エミー賞では、作品賞を含む11候補となり3部門で受賞した。
主演はラテン系女優のアメリカ・フェレーラ。本作でゴールデングローブ賞やエミー賞など多くの賞を受賞し、高い評価を受けている。
製作には同じくラテン系で映画などで活躍する女優のサルマ・ハエックが参加しており、数話にゲスト出演している。

## 放送スケジュール
アメリカでの放送時期は以下の通り。
- 第1シーズン：2006年9月より2007年5月まで（全23話）
- 第2シーズン：2007年9月より2008年5月まで（全18話）
- 第3シーズン：2008年9月より2009年5月まで（全24話）
- 第4シーズン：2009年10月より2010年4月まで（全20話）

日本では以下の時期で放送。
- 第1シーズン：NHK-BS2で月曜日23:00 - 23:45（若干の変更あり）
2007年10月1日より2008年3月17日まで23話放送
NHK総合テレビジョンで日曜日1:20 - 2:05（若干の変更あり）
2008年10月18日より2009年3月28日まで23話、再放送
- 第2シーズン：NHK-BS2で火曜日23:00 - 23:45（若干の変更あり）
2008年9月30日より2009年2月24日まで18話放送
NHK総合テレビジョンで日曜日0:50 - 1:35（若干の変更あり）
2009年10月4日より2010年2月14日まで18話、再放送
- 第3シーズン：NHK-BS2で水曜日23:25 - 24:10（若干の変更あり）
2009年10月7日より2010年3月24日まで24話放送
NHK総合テレビジョンで木曜日0:15 - 1:00（若干の変更あり）
2010年10月7日より再放送開始
- 第4シーズン：NHK-BS2で水曜日23:00 - 23:45（若干の変更あり）
2010年10月6日より放送開始

日本でのエンディングテーマ曲は、KTタンストールの『Suddenly I See』。

## あらすじ：第1シーズン
ベティ・スアレスは、大学を優秀な成績で卒業したちょっと頑固だけれど、家族想いで性格も頭もいい女の子。出版業界で働くことが夢であるが、容姿の醜さとファッションセンスの悪さからどこも雇ってくれない。
ある日、編集長フェイ・サマーズが急死したファッション誌モードの新編集長としてブラッドフォード・ミード会長の息子ダニエルが就任。
しかし、ダニエルは有名な女たらしであり、アシスタントに手を出すことは間違いなかった。そこで会長であるブラッドフォードは、絶対手を出さないアシスタントとして、面接にやってきていた醜いベティを採用することを思いつく。
その一方、会社の経営をのっとろうとするウィルミナの陰謀がひそかに進行していた。

## 登場人物
ベティ・スアレス (Betty Suarez)
演 - アメリカ・フェレーラ、日本語吹替 - 冠野智美
出版業界で働くことを夢見る真面目だが、ルックスとファッションセンスはイマイチな女性。
一流ファッション誌「モード」新編集長アシスタントに採用され、編集長のダニエルを助けていく。ダニエルを陥れようとした人物の企みを暴くことも多い。
実直で明るく、周囲からの冷ややかな視線にも絶対にめげない根性の持ち主。やや頑固な性格で、人に裏切られたと思ったら許そうとしない一面があったが、ヒルダに諭され考え方を改める。いつもメガネをかけて歯に矯正器具をつけており、変わった服を着ていることが多い。
父と姉、甥の4人で暮らしている。
最終シーズンで矯正器具が取れ、ファッションセンスも良くなり、ロンドンで雑誌編集者になる。
ダニエル・ミード (Daniel Meade)
演 - エリック・メビウス、日本語吹替 - 東地宏樹
ミード出版社オーナーの息子。ファッション業界の経験がないのに、「モード」誌編集長に抜擢される。
プレイボーイで美しい女性に次々と手を出すが、根は素直。最初はベティを容姿からバカにして辞めさせようとしていたが、次第にベティの有能さと誠実さに気づき考えを改めていく。
ベティに心配されることを鬱陶しく思い暴言を吐いたこともあるが、最終的にはベティを頼りにしている。またベティが家族を大事に思っていることをよく理解し、困っているときには手を差し伸べることもある。
結婚を本気で考えたソフィアに騙されたり、死んだと思っていた兄アレックスが実は生きていた（性別適合手術を受けて女性・アレクシスになって「モード」編集部に戻ってくる）など、彼の周辺にはトラブルが多い。
親友から奪った最愛の人・モリーを病気で亡くす。
ウィルミナ・スレイター (Wilhelmina Slater)
演 - ヴァネッサ・ウィリアムス、日本語吹替 - 五十嵐麗
ベテランのクリエイティブ・ディレクター。野心家で自らの目的のためなら手段をいとわない。編集長の座を奪ったダニエルに敵意を持つ。いつもファッショナブルな服に身を包み、ボトックス注射を日課にしている。
謎の女性と連絡をとりながらダニエルを蹴落とそうと策略をめぐらす。ニコという娘がいるが、親子仲はうまくいっていない。
最初はアレクシスと組んでダニエルを蹴落とし編集長になろうとしたが、アレクシスとダニエルが和解したため、ブラッドフォードの妻の座を奪い「モード」のトップになることを計画する。ブラッドフォードの死後には冷凍精子を盗み出し、クリスティーナに代理出産させようとするも失敗。
父親は合衆国上院議員である。
アレクシス・ミード (Alexis Meade)
演 - レベッカ・ローミン、日本語吹替 - 安藤麻吹
ダニエルの兄。性同一性障害を抱えていた。事故で死んだということにして長いこと姿を眩ませていたが、性別適合手術を受けて美しい女性に生まれ変わり、ミード家に戻ってくる。ウィルミナと手を組んでミード出版社の乗っ取りを企んでいる。
自分の内面に潜む女性面を否定した父親を憎んでおり、女性として初めてベッドを共にした男性が父親の手先と知ると、さらに憎悪するようになる。母親へは愛情がある。
ダニエルとは激しい喧嘩のあと和解した。その後は弟への愛情も持ってはいるものの、父親への復讐のために利用することに抵抗はない様子。
なお、アレクシス役のレベッカ・ローミンは女性であり、元 スーパーモデルである。
ブラッドフォード・ミード (Bradford Meade)
演 - アラン・デイル (Alan Dale)、日本語吹替 - 小山武宏
ダニエルとアレクシスの父でミード出版社会長。前編集長のフェイ・サマーズと長期間にわたり不倫関係にあった。その結果、妻のクレアは重度のアルコール中毒になったという過去を抱えている。
性別適合手術によって女性になった長男アレックス＝アレクシスを受け入れることができず、自分の前から消そうとしてあらゆる手段を打ち、親子関係はさらに悪化する。
クレアから暴力を振るわれたように見せかけたウィルミナに騙され、クレアとの離婚、同時にウィルミナとの再婚を決意するが、結婚式当日に脳出血で倒れ帰らぬ人となる。
クレア・ミード (Claire Meade)
演 - ジュディス・ライト (Judith Light)、日本語吹替 - 一城みゆ希
ブラッドフォードの妻でダニエル、アレクシスの母。
ブラッドフォードが長期に渡りフェイと不倫を続けていたため、ノイローゼになり重度のアルコール中毒に陥る。
フェイ殺害の犯人。犯行を自供し、刑務所に収監される。夫とは違い、息子たちとの親子関係は絶たれていない。
イグナシオ・スアレス (Ignacio Suarez)
演 - トニー・プラナ (Tony Plana)、日本語吹替 - 斎藤志郎
ベティとヒルダの父で、ジャスティンの祖父。ベティの夢を応援し、いつもあたたかく受け止めて励ます。実は密入国者。
元々はベティの母親の家で働いていた料理人で、人妻であったローサに仄かな好意を抱いていた。
第1シーズン終盤でメキシコに送還させられるが、ベティがウィルミナと取引をしアメリカに戻る。
ベティの母親は夫、ラミロ・バスケスから酷いDVを受けており、ある日、ナイフを持ち出したラミロをベティの母・ローサを守るために何度も殴りつける。我に返るとラミロが死んでいたため、イグナシオはローサを連れてアメリカへ逃亡する。30年前の出来事である。
ローサ・スアレス
ベティの母親。写真のみ登場。かつての旦那のラミロから酷い暴力を受けていた。その暴力から救ってくれたイグナシオとともにアメリカに逃亡して再婚。ラミロが生きていることを知らないまま病死。シーズン3で「家族に捧げた一生だった」とベティがローサの墓の前でこぼす。
ヒルダ・スアレス (Hilda Suarez)
演 - アナ・オルティス (Ana Ortiz)、日本語吹替 - 沢海陽子
ベティの姉。陰ながらベティの手助けをしてくれる。ナイスバディの美人で、おしゃれが好き。ヘアアレンジやネイルアートも上手い。
話術にも長けていて、ファッションイベントの手伝いで妹の職場を訪れた際にはあっという間に人気者になってしまった。
学生時代にジャスティンを妊娠し、その後はシングルマザーとして働いてきたため、学歴がない。頭の良いベティにコンプレックスを持っているが、逆にベティは美人で話が上手なヒルダにコンプレックスを抱いていた。
第1シーズン終盤でサントスのプロポーズを受け入れたが、結婚を前にサントスは強盗に殺害された。
その後ジャスティンが通う学校の体育教師であるトニーと付き合うが、彼は既に結婚していた。トニーは妻と別れる気であったが、妻はまだ彼を愛していると知り、涙ながらに別れる決意をする。その後、ベティの憧れていた、自身の高校の同級生と結婚。
ジャスティン・スアレス (Justin Suarez)
演 - マーク・インデリカート (Mark Indelicato)、日本語吹替 - 小山みか→小田久史（第2シーズンから）
ヒルダの息子。ベティにとっては甥だが、年齢が近いので弟のような存在。女々しい性格で、本人も気にしている。ベティよりもファッションに詳しく、ファッション業界にも憧れを持っていて、よくベティの職場の「モード」に出入りしている。運動は苦手なよう。ミュージカルが好き。作中では女々しいというだけで特に同性愛者と明言されてはいないものの、最終シーズンでは演劇仲間の少年と恋人同士になっている。
サントス・レイノソ
演 - ケビン・アレハンドロ (Kevin Alejandro)、日本語吹替 - 近藤広務
ジャスティンの父親だが、ヒルダとは結婚していない。かつて妊娠中のヒルダを捨てたため、イグナシオからの信用はない。
ジャスティンのことを愛してはいるが、趣味が男らしくないと口出しし、それについてヒルダと喧嘩をする。
第1シーズン終盤でヒルダに改めてプロポーズをする。中々結婚式の準備が進まず小競り合いするものの幸せだった2人だが、第1シーズン最終回でジャスティンの演劇に向かう途中、強盗事件に巻き込まれ、命を落とす。
クリスティーナ・マッキニー (Christina McKinney)
演 - アシュリー・ジェンセン (Ashley Jensen)、日本語吹替 - 清水みか
スコットランド出身の「モード」誌編集部の衣装保管係。デザイナーを目指している。みんなに意地悪されるベティの味方となる。ウィルミナの本当のウェストサイズを知る数少ない人物。
賞に入賞することを条件に、ウィルミナからフェイ殺害の証拠品を（それと知らずに）警察に渡す役割を請け負う。それを知ったベティと一時的に仲違いをするが、最終的には和解する。
スコットランドに夫を残して単身アメリカに渡ってきたが、第2シーズンでは、夫の病気を治すためウィルミナと取引をし、ウィルミナとブラッドフォードの代理母を引き受けることになるが、実は子供は夫との子供だった。その後、ファッションデザイナーとして成功。
マーク・セントジェームス (Marc St. James)
演 - マイケル・ユーリー、日本語吹替 - 近藤隆
ウィルミナの部下。ウィルミナと共にダニエルやベティを敵視し、策略をめぐらせるが、ことごとく失敗している。
同性愛者で、オネエ口調で喋る。母親が職場を訪ねてきた際にベティを自分の彼女としてごまかしたこともあったが、結局ゲイである事を自らカミングアウトした。しかし母親には拒絶される。ジャスティンに幼い頃の自分を少し重ねているようである。
アマンダとは親友に近い仲。
アマンダ・タネン (Amanda Tanen)
演 - ベッキー・ニュートン、日本語吹替 - 斎藤恵理
ミード社の受付嬢。ブロンドの髪・ファッションと男が大好きでおつむは弱い、というステレオタイプなブロンド美人。男運が悪い。
ダニエルとはお互い割りきった肉体関係を持っていたが、実際にはダニエルに想いを寄せていて、ダニエルの傍にいるベティが気に入らず、何かと意地悪する。
ダニエルを騙したソフィアをエレベーターの中でボコボコにした。ソフィアのその後は不明である。
第1シーズン最終回にフェイの娘であることが発覚し、第2シーズンではジーン・シモンズが彼女の父親であると名乗り出たが、それは彼女を利用して自らの人気を回復させるための嘘であった。
マークとは親友に近い仲。二人でベティをいじるのが大好き。
最終シーズンでは父親が発覚。
ウォルター
演 - ケヴィン・サスマン (Kevin Sussman)、日本語吹替 - 北沢力
ベティの元恋人。第1話でベティを捨て彼女の隣人のジーナという女性に走ったが結局すぐに別れた。後にベティの良さに気づき、ストーカーまがいの事をしていたり、その間にもベティの家族とは親交があり、良く一緒に食事をしていたり甥のジャスティンと遊んでいたりした。ベティとはよりを戻すも、結局別れる。(シーズン1の15話)家電量販店で働いている。恋人へのプレゼントはいつも勤務先の製品。
ヘンリー・グラブスティック (Henry Grubstick)
演 - クリストファー・ゴーラム (Christopher Gorham)、日本語吹替 - 中嶋将平
「モード」の経理担当者。ベティがひそかに気にしている存在。本人も憎からずベティに好意を抱いていたようだが、元彼女のチャーリーが「モード」に押しかけてきてしまったため、事態は思わぬ方向へ向かう。
オタクっぽい性格で、時々そのことで陰口をたたかれる。
グラブスティックは「煉瓦を正当な値段で売る一族」という意味で由緒正しい家系。シーズン2でチャーリーとの揉め事で機嫌が悪いときマークとアマンダに名前を間違えられキレて名前の由来を叫ぶことがあった。ジオとベティを争った結果、どちらも選ばれずに別れるが、最終シーズンでは子供を含めてデートし、もうお互いが別の世界にいることに気づく。
チャーリー
演 - ジェイマ・メイズ、日本語吹替 - 武田華
ヘンリーの元彼女。ヘンリーを追いかけてニューヨークにやってきた。
最初はベティに友好的だったが、ベティのヘンリーへの好意に気づきヘンリーを巡ってライバル視するようになる。
かなり厄介で怖い女。
ソフィア・レイズ
演 - サルマ・ハエック、日本語吹替 - 林真里花
エキゾチックで知的な美人で、ベティの憧れの女記者。雑誌「MYW」の創刊にともない編集長としてミード出版を訪れる。
ベティの才能に気づき、「モード」から引き抜いた。
ダニエルと結婚を前提に付き合うものの、それは『60日で結婚まで漕ぎ着ける方法』という内容の記事を創刊号の目玉記事にする為であった。
そのことが許せなかったベティはソフィアの下から離れ「MYW」を退職することを選ぶ（ベティはメキシコ料理店でアルバイトするが、ダニエルの計らいで再び「モード」で仕事をするようになる）
その後、アマンダにエレベーターの中でボコボコにされる。それ以降どうなったかは不明。
なお、ソフィアを演じたサルマ・ハエックはこの番組の製作総指揮者である。
フェイ・サマーズ
演 - クリスティン・ジョーンズ (Christine Jones)
ブラッドフォードの元不倫相手で前任の「モード」編集長。故人。ブラッドフォードとの長年の不倫に耐えかねたクレアに車のブレーキを細工され、事故に見せかけて殺害される。足フェチなブラッドフォードのために足の手入れを念入りに行い、足の指でさくらんぼを食べさせるなどの行為をしていた。
日記をつけていて、死ぬ前の半年間の日記は「モード」編集室の秘密の部屋に隠してあった。
第1シーズン最終回でアマンダの実母であることが発覚する。
ジーナ・ギャンバロ（ジーナ・ゴールドファーブ）
演 - アヴァ・ゴーデ (Ava Gaudet)
スアレス家の隣人でベティ、ヒルダの天敵。ウォルターと付き合ったのは無料でテレビを貰うため。テレビを壊された腹いせにスアレス家から「ブック」を奪い、4000ドルを要求したりした。 第2シーズンではヒルダの美容室に医師（実際には整体師）と結婚したと自慢しに現れる。着飾ったブランド物がフェイクであることがヒルダにばれて逆に馬鹿にされる。
リーア・フェルドマン
演 - デビ・メイザー
ヒルダが路上販売をしていた所をトラブルに遭うが、そこを助けてくれた女性弁護士。その後親しくなり、ヒルダから父親の事を依頼されるが、感謝祭の日に弁護料金を全額受け取った直後に姿を晦まし連絡が取れなくなった。実は以前にも、弁護料金を受け取り姿を晦ますという前科があった。
ドクターゲーブ・ファーカス
演 - ジェシー・タイラー・ファーガソン (Jesse Tyler Ferguson)
ベティの歯科の担当医。専門は矯正。チャーリーのバースデーパーティーにベティの同伴として招待される。パーティー中にクレアからお使いを頼まれ同行するものの、会う人にたびたびヘンリーと間違えられた挙句クレアに「ヘンリーの方が良い男」と言われ落ち込んでいく。最後にはベティはまだヘンリーに未練があることを見抜き別れる。優しい男性でベティにも好意を寄せていたが、パーティーで出会ったチャーリーと付き合い、行為も至った。チャーリーの子どもの父親とも思われたが、検査の結果はヘンリーが父親であった。

### シーズン2からの登場人物
ジョバンニ・ロッシ（ジオ）
演 - フレディ・ロドリゲス、日本語吹替 - 高木渉
サンドイッチ店のスタッフ。ベティの発言により店を解雇される。その後ベティはジオが店に戻れるよう計らうも、彼は自分でサンドイッチショップを開く。 口が悪いが思いやりがある。ベティが気になっているためヘンリーとは何かと張り合うことが多い。
クリフ・セントポール
演 - デヴィッド・ブルー、日本語吹替 - 櫛田泰道
ゲイ。マークに片思いをしていたが、マークの理想のタイプとは逆で、最初は友人としてしか見られていなかったが、マークが自分の本当の気持ちに気づいたことで付き合うようになる。
ルネ・スレーター
演 - ガブリエル・ユニオン、日本語吹替 - 東條加那子
ウィルミナの妹。ダニエルと付き合う。
大学時代精神を病んでいた。今も薬を服用している。 ウィルミナに「クリスティーナに代理出産させる子供の秘密を守る代わりに、ダニエルとの交際に口を出すな」と言うものの、2人の関係を嫌うウィルミナに薬をすり替えられ、病気を再発させてしまいダニエルの家に放火した。
ラミロ・バスケス
ベティの母・ローサの元夫。イグナシオに殺されたと思われていたが、実は死んではいなかった。自分を殴った上、妻を連れて逃げたイグナシオに対して30年もの間恨みを抱き続けていた。ビザが下りたことを聞きつけてイグナシオを監禁する。ローサの前にも結婚歴がある。
ヘクター・バスケス
ラミロの息子。ラミロの前妻との間の子供であるため、ローサとの血の繋がりは無い。イグナシオを監禁するのを手伝う。ラミロに拳銃でイグナシオを撃つように言われる。実は彼もラミロから虐待を受けており、イグナシオに度々助けられていた過去がある。
スズキ・セント・ピエール
演 - アレック・マパ、日本語吹替 - 小松史法
「モード」やゴシップネタ系を扱うファッション系ニュース番組の司会者。本名はバイロン・ウー。
番組内はオネエキャラだが、それはテレビウケを狙ってのことで、実際には妻と子供がいる。
なお、スズキ・セント・ピエールを演じるアレック・マパは同性愛者。

### シーズン3からの登場人物
コナー・オーウェンズ
演 - グラント・ボウラー、日本語吹替 - てらそままさき
ダニエルの大学時代からの友人。モリーの元婚約者。ウィルミナの恋人。ミードの最高財務責任者でありながら、会社の金を横領し国外へ逃亡した。
モリー
演 - サラ・ラフルール、日本語吹替 - 田中晶子
ダニエルの恋人。コナーの元婚約者で公立幼稚園の先生をしている。重病を患っている。
ダニエルと結婚するもシーズン3の最終話で息を引き取った。
アドリアナ・リマ
演 - アドリアナ・リマ、日本語吹替 - 浅野まゆみ
第六話で本人役として登場。
アーチー・ロドリゲス
演 - ラルフ・マッチオ (Ralph Macchio)
クィーンズ出身の市議会議員。ベティの姉であるヒルダの恋人で、正しい名前は「アーチボルト」。生真面目で仕事優先な部分があるが根はとても誠実な政治家としては珍しい人物。第4部でヒルダに振られてしまう。
ジェシー
演 - バル・エミック、日本語吹替 - 小松史法
ベティの住んでいたアパートの隣人でバンドマン。
ベティが恋心を抱いていた事もあったが、アマンダに気があり、実らなかった。
マット・ハートリー
演 - ダニエル・エリック・ゴールド、日本語吹替 - 岩崎正寛
スポーツ雑誌に勤めているYETIの仲間。イェール大学卒で語学と音楽にも通じるインテリ。
念願叶ってベティの恋人になる。実は大企業の御曹司。

## 主なゲスト出演者
- ファビア - ジーナ・ガーション
- 本人役 - マーサ・スチュワート
- ファッションTVのレポーター - アイザック・ミズラヒ
- ファッションTVのレポーター - ティム・ガン
- 本人役 - キャサリン・マクフィー
- グレース・チン - ルーシー・リュー
- ジョーダン・ダン - レベッカ・ゲイハート
- ミルタ叔母さん - リタ・モレノ
- ドウェイン - リック・フォックス
- 本人役 - ケネス・コール
- 本人役 - ヴェラ・ウォン
- 本人役 - ヴィクトリア・ベッカム
- キャメロン・アシュロック - エリザ・ドゥシュク
- 本人役 - ジーン・シモンズ
- 本人役 - ニーナ・ガルシア（ELLEファッション・ディレクター、プロジェクト・ランウェイ審査員）
- キミー・キーガン - リンジー・ローハン
- 本人役 - ナオミ・キャンベル
- 本人役 - アデル- "Right as rain" 『曲』を披露 [2]
- 本人役 - アドリアナ・リマ
- 本人役 - クリスチャン・シリアーノ

## サブタイトル

### シーズン1
1. 「あこがれの出版業界」(Pilot)
2. 「普通が一番」(The Box and the Bunny)
3. 「クイーンズの絆」(Queens for a Day)
4. 「『モード』のルール」(Swag)
5. 「疑惑のオルゴール」(Fey's Sleigh Ride)
6. 「父の告白」(The Lyin', the Watch and the Wardrobe)
7. 「親子のきずな」(Trust, Lust and Must)
8. 「夢への第一歩」(After Hours)
9. 「悲喜こもごもの感謝祭」(Four Thanksgivings and a Funeral)
10. 「思わぬチャンス」(Lose the Boss?)
11. 「運命を感じる瞬間」(Fake Plastic Snow)
12. 「ソフィアの素顔」(Sofia's Choice)
13. 「暴かれた正体」(In or Out)
14. 「カミングアウト」(I'm Coming Out)
15. 「ミード家の闇」(Brothers)
16. 「裏切り」(Derailed)
17. 「母の決断」(Icing on the Cake)
18. 「家族というもの」(Don't Ask, Don't Tell)
19. 「フェイの日記」(Punch Out)
20. 「表紙モデルの陰謀」(Petra-gate)
21. 「秘書の日」(Secretaries Day)
22. 「グアダラハラの木」(A Tree Grows in Guadalajara)
23. 「イースト・サイド物語」(East Side Story)

### シーズン2
1. 「悲しみを越えて」(How Betty Got Her Grieve Back)
2. 「亡き人の思い出」(Family/Affair)
3. 「ブラック＆ホワイト」(Betty's Wait Problem)
4. 「女は強し」(Grin and Bear It)
5. 「揺らぐ心」(A League of Their Own)
6. 「大切な人との時間」(Something Wicked This Way Comes)
7. 「愛を貫いて」(A Nice Day for a Posh Wedding)
8. 「母の思い 父の願い」(I See Me, I.C.U.)
9. 「新生『モード』」(Giving Up the Ghost)
10. 「サバイバル・ゲーム」(Bananas for Betty)
11. 「ベティの革命」(Zero Worship)
12. 「クレアの香水」(Odor in the Court)
13. 「パパに捧げる歌」(A Thousand Words Before Friday)
14. 「24回目のバースデー」(Twenty-Four Candles)
15. 「燃えるような恋」(Burning Questions)
16. 「ふたつの命」(Betty's Baby Bump)
17. 「ベティの生き方」(The Kids Are Alright)
18. 「明日へのジャンプ」(Jump)

### シーズン3
1. 「帰ってきたベティ」(The Manhattan Project)
2. 「女帝のティアラ」(Filing for the Enemy)
3. 「あなたを信じたい」(Crimes of Fashion)
4. 「ベティ・スアレス・ランド」(Betty Suarez Land)
5. 「高校時代の悪夢」(Granny Pants)
6. 「アグリー・ベリー」(Ugly Berry)
7. 「臨時休業日」(Crush'd)
8. 「トルネード・ガール」(Tornado Girl)
9. 「YETI（イエティ）との出会い」(When Betty Met YETI)
10. 「人生楽しく」(Bad Amanda)
11. 「奪われたドレス」(Dress for Success)
12. 「それぞれの秘密」(Sisters of the Verge of a Nervous Breakdown)
13. 「マンハッタンの夢」(Kissed Off)
14. 「母の寂しさ 父の幸せ」(The Courtship of Betty’s Father)
15. 「YETI（イエティ）のパートナー」(There’s No Place Like Mode)
16. 「人生の分かれ道」(Things Fall Apart)
17. 「マネー・トラブル」(Sugar Daddy)
18. 「恋の障害」(A Mother of a Problem)
19. 「特別なナンバーワン」(The Sex Issue)
20. 「ラビット・テスト」(Rabbit Test)
21. 「消えた赤ちゃん」(The Born Identity)
22. 「2つのプロポーズ」(In the Stars)
23. 「ずっと忘れない」(Curveball)
24. 「転落」(The Fall Issue)

### シーズン4
1. 「バタフライ効果(前編)」(The Butterfly Effect Part 1 of 2)
2. 「バタフライ効果(後編)」(The Butterfly Effect Part 2 of 2)
3. 「特ダネをつかめ」(Blue on Blue)
4. 「ウィンナーとパンと大失敗」(The Wiener, the Bun and the Boob)
5. 「ひとりぼっちの勇気」(Plus None)
6. 「変身願望」(Backseat Betty)
7. 「レベル・セブン」(Level(7)With Me)
8. 「バハマ・トライアングル」(The Bahamas Triangle)
9. 「運命のプラス・マイナス」(Be-Shure)
10. 「ベティの情熱」(The Passion of the Betty)
11. 「さよならに終わりはない」(Back in Her Place)
12. 「都会の孤独」(Blackout)
13. 「友達と上司の境界線」(Chica and the Man)
14. 「センスを信じて」(Smokin' Hot)
15. 「スアレス家の危機」(Fire and Nice)
16. 「人生はステージ」(All the World's a Stage)
17. 「百万ドルの笑顔」(Million Dollar Smile)
18. 「ロンドンでの再会」(London Calling)
19. 「過去、現在、未来」(The Past Presents the Future)
20. 「旅立ちのとき」(Hello Goodbye)

## DVDタイトル
| DVDタイトル                                            | アメリカ・カナダ | 日本           | 同梱ディスク数 | エピソード数 | 同梱エピソード |
| ------------------------------------------------------ | ---------------- | -------------- | -------------- | ------------ | -------------- |
| The Complete First Season - The Bettyfied Edition      | 2007年8月21日    | －             | 計6枚          | 全23話       | 全23話         |
| The Complete Second Season - Brighter, Bolder, Bettyer | 2008年9月9日     | －             | 計5枚          | 全18話       | 全18話         |
| The Complete Third Season – Start Spreading the News   | 2009年9月22日    | －             | 計6枚          | 全24話       | 全24話         |
| The Complete Fourth Season – From Poncho, to Honcho    | 2010年8月17日    | －             | 計4枚          | 全20話       | 全20話         |
| アグリー・ベティ シーズン1 Vol.1                       | －               | 2008年9月3日   | 計1枚          | 計3話        | 1～3話         |
| アグリー・ベティ シーズン1 コレクターズBOX Part1       | －               | 2008年9月17日  | 計5枚          | 計10話       | 4～13話        |
| アグリー・ベティ シーズン1 コレクターズBOX Part2       | －               | 2008年10月22日 | 計6枚          | 計10話       | 14～23話       |
| アグリー・ベティ シーズン2 COMPLETE BOX                | －               | 2009年9月2日   | 計10枚         | 計18話       | 1～18話        |
| アグリー・ベティ シーズン3 コレクターズ BOX Part1      | －               | 2010年8月4日   | 計6枚          | 計12話       | 1～12話        |
| アグリー・ベティ シーズン3 コレクターズ BOX Part2      | －               | 2010年8月18日  | 計7枚          | 計12話       | 13～24話       |